# Agrilus cytisi
Agrilus cytisi es una especie de insecto del género Agrilus, familia Buprestidae, orden Coleoptera.
Fue descrita científicamente por Baudi di Selve, 1870.